# Andreas Betza
Andreas Betza (Camerun, 1992) è un giocatore di football americano camerunese naturalizzato francese che gioca come runningback per gli Aigles Rouges de Nice.
Ha giocato per gli Warriors d'Avignon dal 2009 al 2014, con una stagione ai Canonniers de Toulon; è in seguito passato agli Spartiates d'Amiens, per poi trasferirsi in Serbia, ai Kragujevac Wild Boars. Nel 2017 firma con i Black Panthers de Thonon, mentre dal 2018 al 2023 (ad eccezione della stagione 2019 in cui torna in Francia ai Centaures de Grenoble) fa parte del roster di squadre tedesche (Frankfurt Universe, Berlin Rebels e Berlin Adler). Dal 2024 è un giocatore degli Aigles Rouges de Nice.

## Palmarès
- 1 Serbian Bowl (Kragujevac Wild Boars, 2016)